# Puppen-Kernkeule
Die Puppen-Kernkeule (Cordyceps militaris) ist ein Pilz aus der Abteilung der Schlauchpilze, der auf Schmetterlingspuppen parasitiert. Die Deutsche Gesellschaft für Mykologie wählte ihn zum Pilz des Jahres 2007.

## Merkmale

### Makroskopische Merkmale
Der Pilz bildet zwei bis fünf Zentimeter hohe, keulenförmige und gelborange Fruchtkörper, die aus den toten vergrabenen Puppen herauswachsen. Die Keule ist mit dem Stroma überzogen, in das die eigentlichen Fruchtkörper, die Perithecien eingesenkt sind. Dadurch erscheint die Oberfläche rau punktiert. Das Trama, also das innere Pilzgewebe, ist weißlich bis blassorange.

### Mikroskopische Merkmale
Die Sporen sind glatt, hyalin, lang fadenförmig und vielfach septiert. Sie zerfallen bei Reife in 3 bis 7 × 1 bis 1,2 μm große Teilsporen. Die Asci sind lang zylindrisch.
Manchmal wird eine Anamorphe ausgebildet, die Isaria farinosa genannt wird. Sie bildet dünne weißlich bestäubte Formen auf den Puppen. Es ist allerdings nicht gesichert, dass es sich um dieselbe Art handelt.

## Ökologie und Verbreitung
Die Puppen-Kernkeule lebt auf toten Puppen verschiedener Großschmetterlinge, selten auch auf Raupen. Sie ist je nach Autor selten bis recht häufig, in der gesamten Nordhemisphäre verbreitet und bildet in Europa von August bis November Fruchtkörper aus.

## Inhaltsstoffe
Der Pilz enthält entzündungshemmende Polysaccharide, die auch gegen Tumoren und deren Metastasen wirksam sind. Der Inhaltsstoff Cordycepin tötet Bakterien ab. Weiterhin wird ihm in der traditionellen chinesischen Medizin eine aphrodisierende sowie lungen- und nierenstärkende Wirkung zugeschrieben. Auch als Medizin gegen Erkältungen und als Dopingmittel wird der Pilz in Asien verwendet.